# Albelda de Iregua
Albelda de Iregua est une commune de la communauté autonome de La Rioja, en Espagne.

## Démographie
| 1900  | 1910  | 1920  | 1930  | 1940  | 1950  | 1960  | 1970  | 1981  |
| ----- | ----- | ----- | ----- | ----- | ----- | ----- | ----- | ----- |
| 1 273 | 1 392 | 1 505 | 1 646 | 1 761 | 2 011 | 2 094 | 2 027 | 2 173 |

| 1991  | 2001  | 2011  | - | - | - | - | - | - |
| ----- | ----- | ----- | - | - | - | - | - | - |
| 2 154 | 2 663 | 3 220 | - | - | - | - | - | - |

## Administration

### Conseil municipal
La ville de Albelda de Iregua comptait 3 446 habitants aux élections municipales du 26 mai 2019. Son conseil municipal (en espagnol : Pleno del Ayuntamiento) se compose donc de 11 élus.
| Parti | Parti                                    | Voix | %       | Élus   |
| ----- | ---------------------------------------- | ---- | ------- | ------ |
|       | Parti populaire (PP)                     | 914  | 54,47 % | 6 / 11 |
|       | Parti socialiste ouvrier espagnol (PSOE) | 715  | 42,61 % | 5 / 11 |
|       | Podemos                                  | 33   | 1,97 %  | 0 / 11 |

### Liste des maires
| Mandat    | Maire | Maire                   | Parti |
| --------- | ----- | ----------------------- | ----- |
| 1987-1991 |       | Amando González Sáenz   | PP    |
| 1991-1995 |       | Amando González Sáenz   | PP    |
| 1995-1999 |       | Amando González Sáenz   | PP    |
| 1999-2003 |       | Amando González Sáenz   | PP    |
| 2003-2007 |       | Amando González Sáenz   | PP    |
| 2007-2011 |       | Amando González Sáenz   | PP    |
| 2011-2015 |       | Rosa Ana Zorzano Cámara | PP    |
| 2015-2019 |       | Rosa Ana Zorzano Cámara | PP    |
| 2019-2023 |       | Rosa Ana Zorzano Cámara | PP    |

## Jumelages
- Lezay (France).